# Avondance
Avondance é uma comuna francesa na região administrativa de Altos da França, no departamento de Pas-de-Calais. Estende-se por uma área de 2,19 km². Em 2010 a comuna tinha 39 habitantes (densidade: 17,8 hab./km²).